# Roger Karl

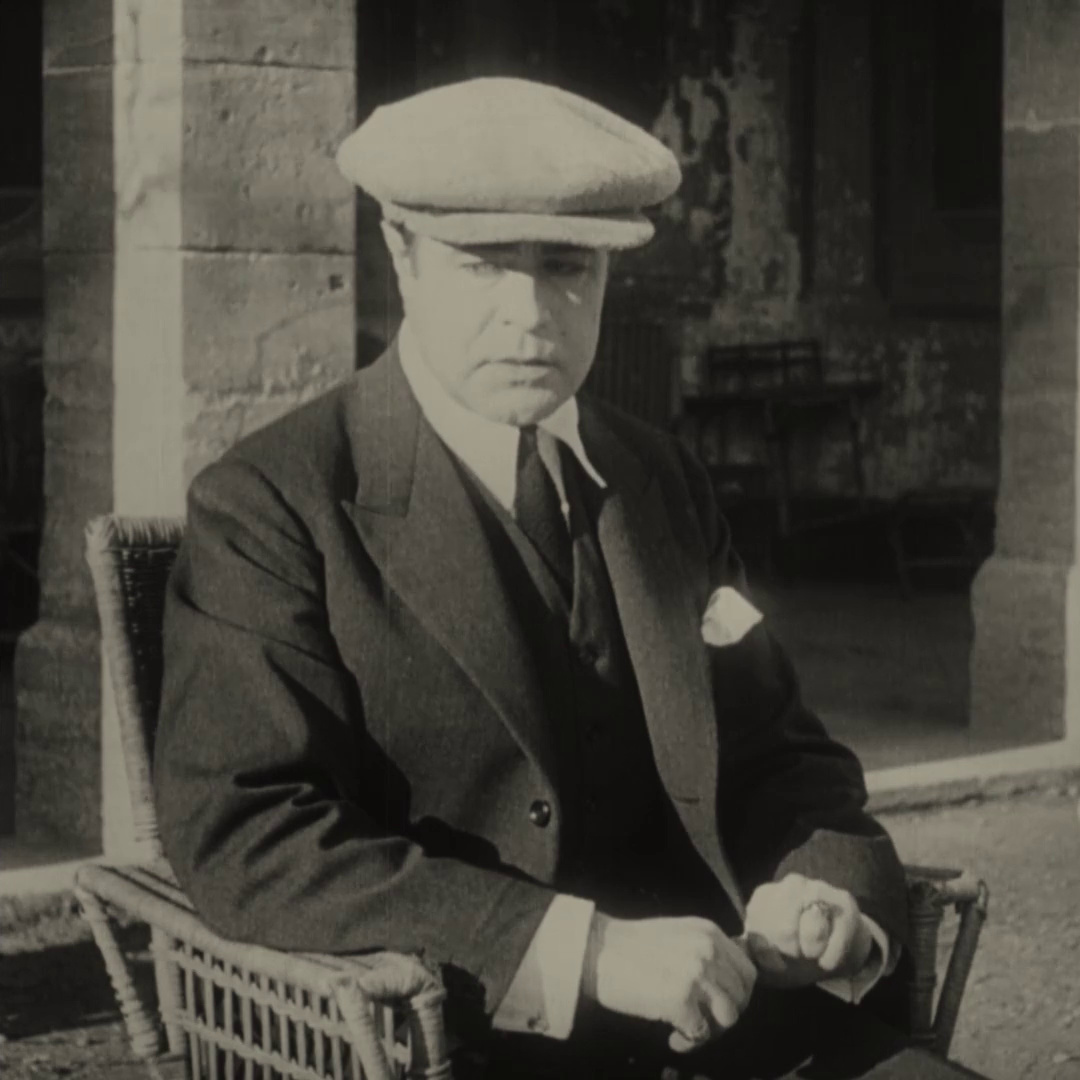
Roger Karl

Roger Karl, gebürtig Roger Trouvé, (* 29. April 1882 in Bourges, Frankreich; † 4. Mai 1984 in Paris) war ein französischer Schauspieler mit jahrzehntelanger Karriere bei Bühne, Film und zuletzt auch Fernsehen.

## Leben
Der gebürtige Roger Trouvé besuchte das Konservatorium in Paris und schloss dort seine Studien mit einem Ersten Preis ab. Kurz nach der Jahrhundertwende erhielt Roger Karl ein Engagement als Bühnenpartner von Sarah Bernhardt, mit der er auf Tournee ging. In den folgenden anderthalb Jahrzehnten spielte er an diversen hauptstädtischen Theatern wie dem Théâtre des Arts und dem Théâtre du Vieux-Colombier und arbeitete auch mit dem damals berühmten Theaterleiter und Regisseur Jacques Copeau zusammen. Bereits zum Ende des ersten Jahrzehnts des 20. Jahrhunderts kam der Künstler erstmals mit dem Film in Berührung. Dort trat der „erklärte Misanthrop“ in späteren Jahren vor allem in Rollen unangenehmer Typen, Schurken und Unsympathen, auf, in den 1930er Jahren auch immer wieder in französischen Versionen deutscher Originale: Karl spielte intrigante Charaktere wie den Prinzen Ramigani in der französischen Version von Richard Eichbergs „Der Tiger von Eschnapur“ und kaltherzige Ehemänner vom Schlage eines Alfredo Zubaran in Gerhard Lamprechts französischer Version von „Barcarole“. Mehrfach besetzte man Karl in stark verzeichnenden Darstellung von Deutschen wie als Kommissar Welter in dem Spionageabenteuer „Un homme à abattre“ und als preußischer Oberst in Christian-Jaques Maupassant-Adaption „Boule de suif“. 
Vor allem aber wurde Roger Karl mit der Darstellung von Herrschern und Machtmenschen betraut: er war Papst Alexander VI. in „Lucrezia Borgia“ (1935), der Kanzler Lang in „Le golem“ (1936), der Großherzog in „Au service du tsar“ (1936), der Colonel Bourget in „Mademoiselle Docteur“, der Fürst Radziwill in „Rivalin der Zarin“, der Marquis de la Noue in „Un seul amour“ und der General Kiriloff in Gerhard Lamprechts französischer Version seiner Verfilmung von Fjodor Dostojewskis Roman ‘Der Spieler’, „Le joueur“. Gelegentlich unterzogen sich seine charakterlich verdorbenen Typen am Ende des Films einer Läuterung (wie beispielsweise Karls Rolle des Mediziners Jacques Grandval in „Cas de conscience“). In dem „filmischen Anti-Hitler-Schnellschuß“ „Après ‘Mein Kampf’, mes crimes“ spielte Roger Karl eine seiner wenigen Hauptrollen. Trotz dieses Films erhielt Karl während der deutschen Besetzung Frankreichs (1940 bis 1944) keinerlei berufliche Nachteile und war auch weiterhin gut beim Film beschäftigt. Seit den ausgehenden 1940er Jahren trat er auch wieder häufiger am Theater auf. Noch im Alter von über 90 Jahren stand Karl vor (Fernseh-)Kameras. Roger Karl, der zeitweise mit der Berufskollegin Paule Andral (1879–1956) verheiratet gewesen war, hatte unter dem Pseudonym Michel Balfort auch als Bühnenautor gearbeitet.

## Filmografie
- 1909: Cyrano de Bergerac (Kurzfilm)
- 1909: Mireille (Kurzfilm)
- 1910: L'assassinat de l'amiral de Coligny (Kurzfilm)
- 1912: Le mystère de Notre-Dame de Paris (Kurzfilm)
- 1917: Phantasmes (Kurzfilm)
- 1918: Le siège des trois (Kurzfilm)
- 1920: L’Homme du large – Ein Mann der See (L’homme du large)
- 1921: L‘ombre déchirée
- 1922: Jocelyn
- 1922: La femme de nulle part
- 1923: Der Kurier von Lyon (L'affaire du courrier de Lyon)
- 1924: La goutte de sang
- 1925: Le calvaire de Doña Pia
- 1925: L’espionne aux yeux noirs
- 1926: Sonja (Le vertige)
- 1927: Le diable au cœur
- 1927: Maldonne
- 1928: Geld! Geld!! Geld !!! (L'argent)
- 1928: Le désir
- 1929: Cagliostro
- 1932: Fantômas
- 1932: Stupéfiants
- 1933: L’étoile de Valencia
- 1933: Die Schlacht (La bataille)
- 1933: Le miroir aux alouettes
- 1934: Le diable en bouteille
- 1934: Natascha (Les nuits moscovites)
- 1934: Le prince Jean
- 1935: Barcarolle
- 1935: Les mystères de Paris
- 1935: Lucrezia Borgia (Lucrèce Borgia)
- 1936: Le golem
- 1936: Sous les yeux d’occident
- 1936: L’or
- 1936: Au service du tsar
- 1937: Mademoiselle Docteur
- 1937: L’homme à abattre
- 1937: A Vénise une nuit
- 1937: Le tigre du Bengale
- 1938: Rivalin der Zarin (Tarakanova)
- 1938: Le joueur
- 1938: Fort-Dolorès
- 1939: Cas de conscience
- 1940: Après ‘Mein Kampf’, mes crimes / Mein Kampf, My Crimes
- 1941: Le valet maître
- 1942: Le camion blanc
- 1942: Le voyageur de la Toussaint
- 1943: Un seul amour
- 1943: La vie de plaisir
- 1945: Boule de suif
- 1946: Misson spéciale
- 1946: Rumeurs
- 1952: Im Wirbel von Marseille (Tourbillon)
- 1956: Dr. Laurent (Le cas du docteur Laurent)
- 1961: La poupée
- 1964: Mademoiselle Molière (TV-Film)
- 1964: Mädchen, die sich verkaufen (L'amour à la chaîne)
- 1967: Vidocq (TV-Serie)
- 1969: Marie Walewska (TV-Film)
- 1971: Blutiger Lohn (Le part de lions)
- 1973: Fin de Saison (TV-Film)
- 1974: La mort d‘un enfant (TV-Film)